# Georg Holzherr
Georg Holzherr OSB (* als Karl Maria Holzherr am 22. Januar 1927 in Neuendorf SO; † 26. Februar 2012 in Altdorf UR) war 57. Abt des Klosters Einsiedeln.

## Leben
Holzherr trat nach seiner Matura an der Stiftsschule 1948 in die Benediktinerabtei Maria Einsiedeln ein, wo er mit der Profess am 8. September 1949 den Ordensnamen Georg annahm. Er empfing am 24. Juni 1953 in Montecassino die Priesterweihe. Nach dem Studium der Philosophie und Theologie in Einsiedeln und Rom wurde er mit einer kirchenrechtlichen Arbeit zum Dr. iur. can. promoviert. Er besuchte anschließend in München Vorlesungen in Moraltheologie und Humanwissenschaften. Neben seiner seelsorgerischen Tätigkeit war er ab 1957 Dozent an der Theologischen Schule Einsiedeln. Zudem wirkte er am Zürcher Ehegericht und als Sekretär der Schweizerischen Benediktinerkongregation. 
Georg Holzherr wurde am 10. Oktober 1969 zum Abt von Einsiedeln gewählt. Papst Paul VI. bestätigte am 3. November 1969 diese Wahl; am 22. November empfing er durch Benno Gut OSB die Abtsbenediktion und wurde in sein Amt eingeführt. Er gehörte von 1969 bis 2001 der Schweizer Bischofskonferenz an. Nach der Annahme seines altersbedingten Rücktrittsgesuchs am 9. November 2001 durch Papst Johannes Paul II. war er Spiritual im Benediktinerinnenkloster St. Lazarus in Seedorf.
Holzherr galt als Experte für die Benediktsregel und veröffentlichte mehrere Bücher und Artikel zu benediktinischen Themen.

## Schriften
- Einsiedeln. Schnell & Steiner, Regensburg 2005 (2. Auflage), ISBN 3-79541756-2.
- Die Benediktsregel: Eine Anleitung zu christlichem Leben. Paulusverlag, Fribourg 2007 (7. Auflage), ISBN 3-72280635-6.
- Lebens weise. Paulusverlag, Fribourg 2008, ISBN 3-72280745-X.
- Ferreolus – Mönchsregel. Eos Verlag 2011, ISBN 3-83067495-3, zusammen mit Ivo Auf der Maur.